# Kampfar
Kampfar — норвежская викинг-метал-группа, основанная в 1994 году. По словам их певца Долка, их имя — древнескандинавский боевой клич, который означает «Один» или «Вотан». Музыку группы можно охарактеризовать как блэк-метал, вдохновлённый норвежским народным творчеством и природой.

## История
Kampfar начинался как соло-проект музыканта по прозвищу Dolk, игравшего ранее в норвежской блэк-метал-группе Mock. К нему присоединился Thomas. На французском лейбле Season Of Mist был издан мини-альбом Kampfar (1996), а дебютный альбом Mellom skogkledde aaser (1997) вышел на немецком лейбле Malicious Records. Однако трения между Dolk'ом и лейблом привели к переходу на Hammerheart Records, для которого группа записала мини-альбом Norse (1998). После выпуска очередного альбома Fra Underverdenen (1999) начался период бездеятельности, который прервался присоединением Ask и Jon в 2003 году и первыми живыми выступлениями. Хорошо принятый музыкальной прессой альбом Kvass (2006) был издан на лейбле Napalm Records, после чего группа посетила фестивали Wacken, With Full Force и отправилась в тур по Европе. После записи альбомов Heimgang (2008) и Mare (2011) из состава выбывает гитарист Thomas, на место которого принимают Ole, и группа отправляется в мировое турне.

## Состав

### Текущий состав
- Dolk (Пер Йоар Спюдевольд) — вокал (1994-настоящее время), ударные (1994—2003)
- Ask (Ask Ty Ulvhedin Bergli Arctander) — вокал, ударные (2003-настоящее время)
- Ole (Оле Хартвигсен) — гитара (2011-настоящее время)
- Jon (Йон Баккер) — бас (2003-настоящее время)

### Бывшие участники
- Thomas (Томас Андреассен) — гитара (1994—2010), бас (1994—2003)

## Дискография
Студийные альбомы
- Mellom skogkledde aaser (Malicious Records 1997, re-release Napalm Records 2006) [3]
- Fra underverdenen (Hammerheart Records 1999, re-release Napalm Records 2006)
- Kvass (Napalm Records 2006) [4]
- Heimgang (Napalm Records 2008)
- Mare (Napalm Records 2011)
- Djevelmakt (Indie Recordings 2014) — 8.4/10[5]
- Profan (Indie Recordings 2015)
- Ofidians Manifest (2019)
- Til Klovers Takt (2022)

Синглы и мини-альбомы
- Promo (demo, 1994)
- Kampfar (EP, 1994)
- Norse (EP, 1998) [6]
- Mylder (single, 2013)
- Swarm Norvegicus (single, 2014)
- Icons (single, 2015)
- Tornekratt (single, 2016)
- Ophidian (single, 2019)
- Syndefall (single, 2019)